# Irusella lamellifera
Irusella lamellifera är en musselart som först beskrevs av Conrad 1837.  Irusella lamellifera ingår i släktet Irusella och familjen venusmusslor. Inga underarter finns listade i Catalogue of Life.